# Stenopterygia tenebrosa
Stenopterygia tenebrosa là một loài bướm đêm trong họ Noctuidae.